# Міжштатна автомагістраль 5 у Вашингтоні
Міжштатна автомагістраль 5 (I-5) — міжштатна автомагістраль на західному узбережжі Сполучених Штатів, яка є основним маршрутом регіону з півночі на південь. Вона охоплює 446 км через штат Вашингтон, від кордону штату Орегон у Ванкувері, через регіон Пьюджет-Саунд до канадського кордону в Блейні. У межах агломерації Сіетла автомагістраль з'єднує міста Такому, Сіетл і Еверетт.
I-5 — єдина міждержавна автомагістраль, яка проходить увесь штат з півночі на південь, і є найжвавішою магістраллю Вашингтона, у середньому 274 000 транспортних засобів їдуть нею через центр Сіетла в типовий день. Сегмент у центрі Сіетла також є одним із найширших автомагістралей у Сполучених Штатах, має 13 смуг і включає набір швидкісних смуг, які змінюють напрямок залежно від часу доби. Більша частина автомагістралі складається з чотирьох смуг у сільській місцевості та від шести до восьми смуг у приміських районах, включаючи набір смуг для транспортних засобів в останніх. I-5 також має три пов’язані допоміжні міжштатні автомагістралі в штаті, I-205, I-405 та I-705, а також кілька визначених бізнес-шляхів і державних маршрутів.

## Опис маршруту

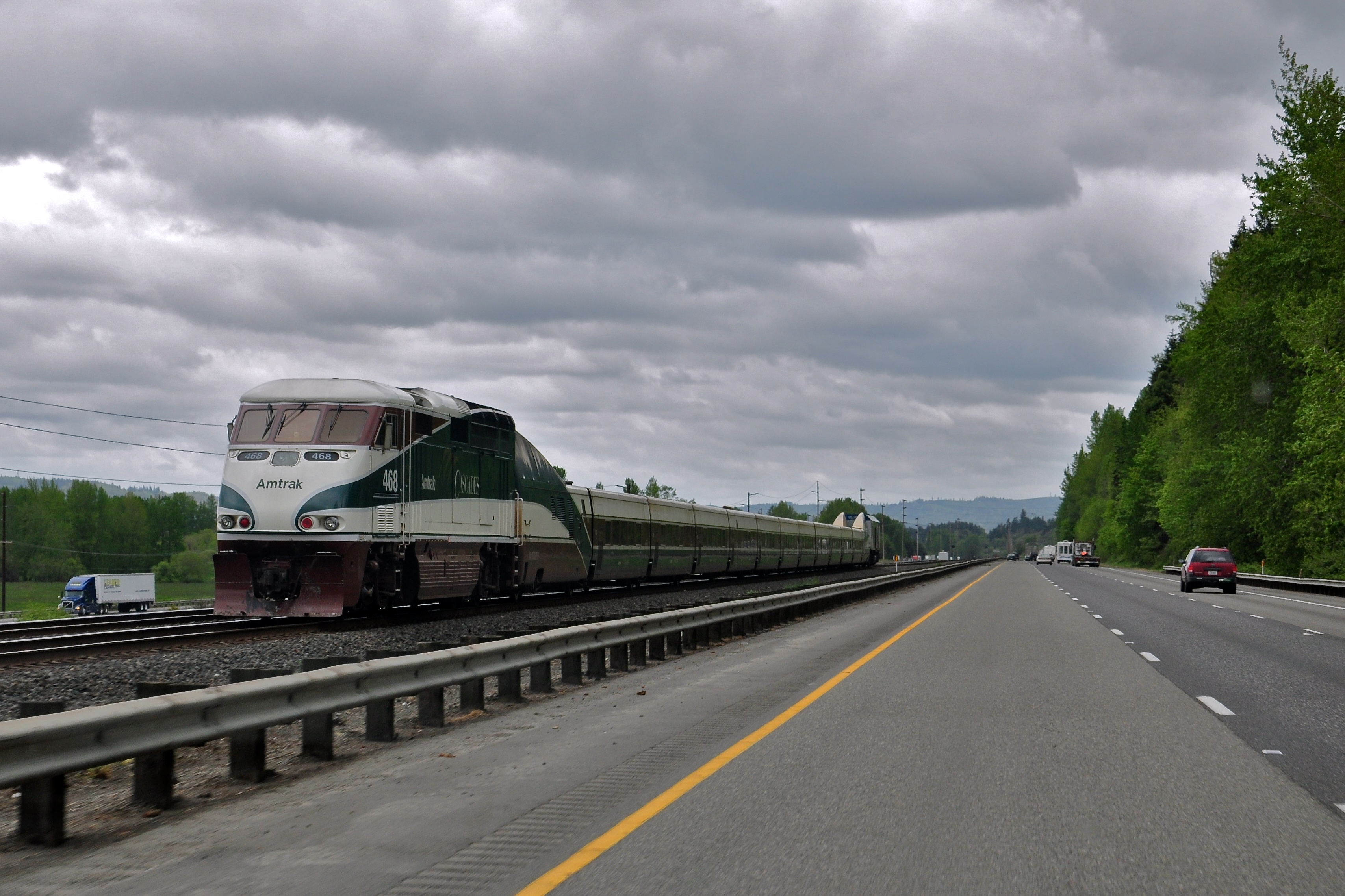
Поїзд Каскадс Амтрак курсує по серединній трасі I-5 біля Калами. Маршрут Каскадів зазвичай пролягає паралельно I-5 у штаті Вашингтон.

Міжштатна автомагістраль 5 — єдина міжштатна автомагістраль, яка проходить Вашингтон з півночі на південь і є основною магістраллю для західної частини штату. Внесена до списку Національної системи автомобільних доріг і державної програми «Шляхи загальнодержавного значення», визнаючи його зв’язок із великими громадами. I-5 має три допоміжні міжштатні магістралі у Вашингтоні: I-205, східна об’їзна дорога Портленда, Орегону та Ванкувера; I-405, в обхід Сіетла через Істсайд; і I-705, коротке відгалуження до Такоми. У 2013 році транспортна комісія штату Вашингтон назвала її «Шляхом Пурпурних Сердець» на честь поранених військових ветеранів.
Автомагістраль проходить через найбільш густонаселений регіон штату Вашингтон, з 4,6 мільйонів людей, які проживають у дев’яти округах коридору, приблизно 70 відсотків населення штату. Кілька найбільших міст уздовж коридору I-5 також з’єднані паралельними Каскадами, регіональним залізничним сполученням між Юджином, штат Орегон, і Ванкувером, Британська Колумбія, яким керує компанія Amtrak і фінансується урядами штатів Орегон і Вашингтон.